# Protección de copia

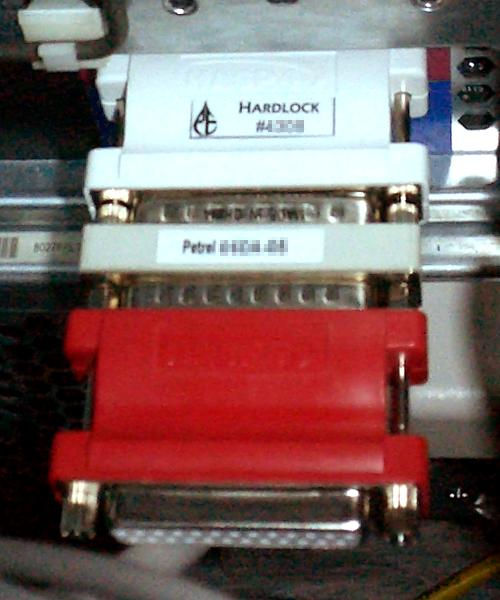
Ejemplo de protección de copia.

La protección de copia, también conocida como prevención de copia, es una medida técnica diseñada para prevenir la duplicación de información. La protección de copia es a menudo tema de discusión y se piensa que en ocasiones puede violar los derechos de copia de los usuarios: por ejemplo, el derecho a hacer copias de seguridad de una videocinta que el usuario ha comprado de manera legal, el instalar un software de computadora en varias computadoras, o el subir la música a reproductores de audio digital para facilitar el acceso y escucharla.

## Métodos anticopia
Los métodos anticopia se utilizan para proteger el contenido de un cierto soporte como puede ser un CD, DVD, etc. de la duplicación. Entre algunos métodos se pueden encontrar:
- Añadir una segunda pista de datos
- Modificar la tabla de contenidos
- Añadir archivos corruptos e incluir sectores defectuosos

Ningún método anticopia es 100% efectivo, pero evita que los usuarios inexpertos puedan copiar el contenido. En algunos países las leyes permiten tener una copia de resguardo, pero estos métodos dificultan esta posibilidad.

## Tipos
- Starforce
- SafeDisc
- LaserLock
- SecuROM